# Ulica Podmiejska w Łodzi
Ulica Podmiejska w Łodzi – położona w dzielnicy Górna, jest przedłużeniem ulicy Leczniczej. Granicą między ulicami jest zakręt. Podmiejska kończy się skrzyżowaniem z ulicą Dąbrowskiego. Posiada 23 numery.
Dawniej ulica Podmiejska zwana była Stepową. Mapy Łodzi z 1915 i 1925 roku wskazują, że ulica Podmiejska biegła od Rynku (dziś Czerwony Rynek) w kierunku ulicy Dąbrowskiej (dziś ulica Dąbrowskiego), ale nie krzyżowała się z nią.

## Ważne obiekty na przebiegu ulicy
- Osiedle mieszkaniowe, które powstało w 1926 roku według projektu Wiesława Lisowskiego. Niskie bloki położone są terenie między ulicą Podmiejską a Słowackiego[4].
- Park Miejski przy ul. Leczniczej

- Szkoła Podstawowa nr 83 im. Stanisława Jachowicza – nr 21
- VI Liceum Ogólnokształcące im. Joachima Lelewela – nr 21

W trakcie drugiej wojny swiatowej budynki służyły niemieckiemu wojsku.
1 września 1945 roku w budynku przy Podmiejskiej 21 otwarto Gimnazjum i Liceum Koedukacyjne. Powołana w 1948 roku Państwowa Szkoła Ogólnokształcąca nr VI została w 1951 roku przekształcona w VI Liceum Ogólnokształcące. 7 października 1961 roku liceum otrzymało imię Joachima Lelewela. W latach 1974–1981 VI Liceum Ogólnokształcące wchodziło w skład Zespołu Szkół Ogólnokształcących nr 1 – obok VI Liceum Ogólnokształcącego dla Pracujących i Szkoły Podstawowej nr 83.
Od 1981 roku VI Liceum Ogólnokształcące stanowi odrębną jednostkę oświatową, a powołanie Ligi Morskiej w szkole dało początek morskiej edukacji. 22 marca 1984 roku przed szkołą odsłonięto Ludziom Morza. Powstało też Muzeum Morskie. Eksponaty zgromadzone są w dwóch pomieszczeniach, znajdujących się w piwnicach szkoły. Są darami różnych osób  związanych z morzem. Najcenniejszymi eksponatami są: kordzik admiralski, stroje nurków czy zbiór medali okolicznośćowych.
- Stadion Klubu Sportowego Metalowiec. Formalnie położony jest przy ulicy Jachowicza 1. Klub sportowy założony został w 1952 roku, a reaktywowany w 2004 roku. Powstał z inicjatywy Związku Zawodowego Metalowców. Na aktualne miejsce siedziba klubu została przeniesiona w 1962 roku.
- Pasaż handlowo-usługowy (m.in. apteka, samoobsługowa stacja benzynowa, parking, supermarket Lidl, Biedronka) – teren po zabudowie dawnych zakładów Pafino[7]. Formalnie pasaż położony jest przy ulicy Dąbrowskiego 17/21.

## Ważne obiekty w okolicach ulicy
- Park im. Jarosława Dąbrowskiego
- zajezdnia tramwajowa Dąbrowskiego